# Canton de Billom
Le canton de Billom est une circonscription électorale française située dans le département du Puy-de-Dôme et la région Auvergne-Rhône-Alpes.

## Géographie
Ce canton est organisé autour de Billom dans l'arrondissement de Clermont-Ferrand. Son altitude varie de 295 m (Beauregard-l'Évêque) à 792 m (Saint-Jean-des-Ollières).

## Histoire
Le redécoupage de 2014 (par un décret du 25 février 2014) modifie le périmètre de ce canton :
- les communes de Billom, Bongheat, Égliseneuve-près-Billom, Glaine-Montaigut, Mauzun, Montmorin, Neuville et Saint-Julien-de-Coppel restent dans le canton ;
- les communes de Beauregard-l'Évêque, Bouzel, Chas, Chauriat, Espirat, Estandeuil, Fayet-le-Château, Isserteaux, Mezel, Reignat, Saint-Bonnet-lès-Allier, Saint-Dier-d'Auvergne, Saint-Jean-des-Ollières, Trézioux, Vassel et Vertaizon intègrent le canton ;
- Bort-l'Étang quitte le canton pour être intégré au canton de Lezoux ;
- Pérignat-sur-Allier quitte le canton pour être intégré au canton de Vic-le-Comte.

À l'issue de ce redécoupage, le canton comprend 24 communes.
- À la suite de l'intégration de Mezel dans la commune nouvelle de Mur-sur-Allier, l'ensemble de celle-ci est intégré dans le canton de Pont-du-Château par un décret du 7 novembre 2019[5]. Le canton compte désormais 23 communes.

## Représentation

### Conseillers généraux de 1833 à 2015
| Période | Période          | Identité                                     | Étiquette    | Qualité |
| ------- | ---------------- | -------------------------------------------- | ------------ | --- |
| 1833    | 1848             | François Marie Lasteyras (1775-1852)         |              | Médecin, maire de Billom |
| 1848    | 1852             | Marcellin Rochon du Verdier                  |              | Notaire, juge de paix du canton de Billom                                                                                          |
| 1852    | 1871             | François Eugène Laroche                      |              | Notaire, maire de Billom, conseiller d'arrondissement                                                                              |
| 1871    | 1876 (démission) | Alfred Laroche                               |              | Notaire à Billom |
| 1876    | 1883 (décès)     | Joseph Marret (1829-1883)                    |              | Docteur en médecine, maire de Billom (1870-1883)                                                                                   |
| 1883    | 1885 (décès)     | Pierre Chaumont                              |              | Maire de Glaine-Montaigut, conseiller d'arrondissement                                                                             |
| 1885    | 1898 (décès)     | Alfred Thomas (1844-1898)                    | Républicain  | Docteur en médecine, maire de Billom                                                                                               |
| 1899    | 1916 (décès)     | Antoine Moillier-Méliodon                    | Rad.         | Négociant Maire de Billom (1899-1916)                                                                                              |
| 1916    | 1919             | siège vacant                                 |              | |
| 1919    | 1940             | Georges Ladevie                              | Rad.         | Médecin à Billom, conseiller d'arrondissement                                                                                      |
|         |                  |                                              |              | |
| 1942    | 1943 (décès)     | Albert Faidides (1876-1943)                  |              | Avocat à la Cour d'Appel de Paris Membre de plusieurs cabinets ministériels Maire de Billom Nommé conseiller départemental en 1942 |
|         |                  |                                              |              | |
| 1945    | 1961 (décès)     | Antoine Dischamp                             | Rad.         | Vétérinaire Maire de Billom (1946-1961)                                                                                            |
| 1962    | 1967             | Henri Bégon                                  | CNIP puis RI | Médecin à Billom |
| 1967    | 1992             | Yves Guillon                                 | SFIO puis PS | Maire de Billom (1965-1983 et 1989-1995), député suppléant de Maurice Pourchon (1978-1986)                                         |
| 1992    | 1998             | Jean-Louis Pradier                           | UDF          | Gérant de société Maire de Pérignat-sur-Allier jusqu'en 2001                                                                       |
| 1998    | 2011             | Pierre Guillon (1954-2015, fils d'Y.Guillon) | PS           | Fonctionnaire Maire de Billom (2001-2015)                                                                                          |
| 2011    | 2014 (démission) | Jean-Pierre Buche                            | PG           | Agriculteur Maire de Pérignat-sur-Allier depuis 2008                                                                               |
| 2014    | 2015             | Jocelyne Glace                               | FG           | Retraitée de la Fonction publique Ancienne conseillère municipale de Billom                                                        |

### Conseillers d'arrondissement (de 1833 à 1940)
| Période                                  | Période          | Identité                     | Étiquette | Qualité |
| ---------------------------------------- | ---------------- | ---------------------------- | --------- | --- |
| 1833                                     | 1844             | Jean-Baptiste Bathol ainé    |           | Maire de Billom, ancien conseiller général                                                                  |
| 23 juil. 1844                            | 1845             | Claude-Antoine Courbeyre     |           | Conseiller à la Cour de Riom                                                                                |
| 1845                                     | 1848             | Claude-Marie Huguet-Forion   |           | Propriétaire à Billom                                                                                       |
| 1848                                     | 1852             | Eugène-François Laroche      |           | Notaire à Billom                                                                                            |
| 1852                                     | 1854 (décès)     | Louis-Nicolas Bathol-Choussy |           | Propriétaire, adjoint au maire de Billom                                                                    |
| 1855                                     | 1871             | Léon Huguet                  |           | Notaire, maire d'Espirat-Reignat, propriétaire à Billom                                                     |
| 1871                                     | 1875             | M. Brunel                    |           | Docteur en médecine à Billom                                                                                |
| 1875                                     | 1880             | Vicomte Arthur de Pierre     |           | Propriétaire à Bort-l'Étang                                                                                 |
| 1880                                     | 1883 (démission) | Pierre Chaumont              |           | Maire de Glaine-Montaigut                                                                                   |
| 1884                                     | 1892             | Francisque Vieillard         |           | Greffier du Tribunal de commerce de Billom                                                                  |
| 1892                                     | 1907             | Léonce Robe                  |           | Notaire, juge de paix, propriétaire à Mauzun                                                                |
| 1907                                     | 1919             | Georges Ladevie              | Radical   | Médecin à Billom                                                                                            |
| 1919                                     | 1931             | Jean Gardette                | Radical   | Cultivateur à Montmorin                                                                                     |
| 1931                                     | 1940             | Joseph Montbesson            | Radical   | Plâtrier-peintre à Billom                                                                                   |
| 1940                                     |                  |                              |           | Les conseils d'arrondissement ont été suspendus par la loi du 12 octobre 1940 et n'ont jamais été réactivés |
| Les données manquantes sont à compléter. |                  |                              |           | |

### Conseillers départementaux à partir de 2015
| Période élective | Période élective | Mandat | Mandat   | Identité               | Nuance | Nuance | Qualité                                                                                |
| ---------------- | ---------------- | ------ | -------- | ---------------------- | ------ | ------ | -------------------------------------------------------------------------------------- |
| 2015             | 2021             | 2015   | 2021     | Jocelyne Glace Le Gars |        | PCF    | Retraitée de la fonction publique Conseillère générale du canton de Billom (2014-2015) |
| 2015             | 2021             | 2015   | 2021     | Jacky Grand            |        | PCF    | Retraité des entreprises publiques Adjoint au maire de Billom                          |
| 2021             | 2028             | 2021   | en cours | Jocelyne Glace Le Gars |        | PCF    | Conseillère sortante                                                                   |
| 2021             | 2028             | 2021   | en cours | Jacky Grand            |        | PCF    | Conseiller sortant                                                                     |

### Résultats détaillés

#### Élections de mars 2015
À l'issue du 1er tour des élections départementales de 2015, deux binômes sont en ballotage : Maryse Boyer et Gilles Ferriere (FN, 21,29 %) et Jocelyne Glace Le Gars et Jacky Grand (FG, 19,36 %). Le taux de participation est de 56,25 % (9 076 votants sur 16 136 inscrits) contre 52,8 % au niveau départemental et 50,17 % au niveau national.
Au second tour, Jocelyne Glace Le Gars et Jacky Grand (FG) sont élus avec 66,18 % des suffrages exprimés et un taux de participation de 57,62 % (5 308 voix pour 9 300 votants et 16 139 inscrits).

#### Élections de juin 2021
Le premier tour des élections départementales de 2021 est marqué par un très faible taux de participation (33,26 % au niveau national). Dans le canton de Billom, ce taux de participation est de 38,03 % (5 957 votants sur 15 666 inscrits) contre 36,11 % au niveau départemental. À l'issue de ce premier tour,  le binôme constitué de Jocelyne Glace Le Gars et Jacky Grand (Union à gauche, 74,36 %), est élu avec 74,36 % des suffrages exprimés.

## Composition

### Composition avant 2015
Le canton de Billom regroupait, avant le redécoupage, dix communes.
| Nom                     | Code Insee | Codepostal | Superficie (km2) | Population (dernière pop. légale) | Densité (hab./km2) |
| ----------------------- | ---------- | ---------- | ---------------- | --------------------------------- | ------------------ |
| Billom (chef-lieu)      | 63040      | 63160      | 16,96            | 4 739 (2012)                      | 279                |
| Bongheat                | 63044      | 63160      | 11,20            | 423 (2012)                        | 38                 |
| Bort-l'Étang            | 63045      | 63190      | 15,40            | 606 (2012)                        | 39                 |
| Égliseneuve-près-Billom | 63146      | 63160      | 16,66            | 825 (2012)                        | 50                 |
| Glaine-Montaigut        | 63168      | 63160      | 12,92            | 537 (2012)                        | 42                 |
| Mauzun                  | 63216      | 63160      | 0,99             | 104 (2012)                        | 105                |
| Montmorin               | 63239      | 63160      | 13,65            | 689 (2012)                        | 50                 |
| Neuville                | 63252      | 63160      | 11,55            | 349 (2012)                        | 30                 |
| Pérignat-sur-Allier     | 63273      | 63800      | 4,90             | 1 506 (2012)                      | 307                |
| Saint-Julien-de-Coppel  | 63368      | 63160      | 21,54            | 1 180 (2012)                      | 55                 |

### Composition depuis 2015
Lors du redécoupage de 2014, le canton de Billom comprenait 24 communes entières.
À la suite de la création de la commune nouvelle de Mur-sur-Allier au 1er janvier 2019 et au décret du 7 novembre 2019 la rattachant entièrement au canton de Pont-du-Château, le canton compte désormais vingt-trois communes entières.
| Nom                            | Code Insee | Intercommunalité     | Superficie (km2) | Population (dernière pop. légale) | Densité (hab./km2) | Modifier                                    |
| ------------------------------ | ---------- | -------------------- | ---------------- | --------------------------------- | ------------------ | ------------------------------------------- |
| Billom (bureau centralisateur) | 63040      | CC Billom Communauté | 16,96            | 4 826 (2022)                      | 285                | modifier les données · modifier les données |
| Beauregard-l'Évêque            | 63034      | CC Billom Communauté | 12,02            | 1 584 (2022)                      | 132                | modifier les données · modifier les données |
| Bongheat                       | 63044      | CC Billom Communauté | 11,20            | 452 (2022)                        | 40                 | modifier les données · modifier les données |
| Bouzel                         | 63049      | CC Billom Communauté | 4,21             | 712 (2022)                        | 169                | modifier les données · modifier les données |
| Chas                           | 63096      | CC Billom Communauté | 3,52             | 368 (2022)                        | 105                | modifier les données · modifier les données |
| Chauriat                       | 63106      | CC Billom Communauté | 8,64             | 1 779 (2022)                      | 206                | modifier les données · modifier les données |
| Égliseneuve-près-Billom        | 63146      | CC Billom Communauté | 16,66            | 894 (2022)                        | 54                 | modifier les données · modifier les données |
| Espirat                        | 63154      | CC Billom Communauté | 4,32             | 418 (2022)                        | 97                 | modifier les données · modifier les données |
| Estandeuil                     | 63155      | CC Billom Communauté | 9,59             | 508 (2022)                        | 53                 | modifier les données · modifier les données |
| Fayet-le-Château               | 63157      | CC Billom Communauté | 12,54            | 381 (2022)                        | 30                 | modifier les données · modifier les données |
| Glaine-Montaigut               | 63168      | CC Billom Communauté | 12,92            | 599 (2022)                        | 46                 | modifier les données · modifier les données |
| Isserteaux                     | 63177      | CC Billom Communauté | 17,66            | 422 (2022)                        | 24                 | modifier les données · modifier les données |
| Mauzun                         | 63216      | CC Billom Communauté | 0,99             | 132 (2022)                        | 133                | modifier les données · modifier les données |
| Montmorin                      | 63239      | CC Billom Communauté | 13,65            | 730 (2022)                        | 53                 | modifier les données · modifier les données |
| Neuville                       | 63252      | CC Billom Communauté | 11,55            | 375 (2022)                        | 32                 | modifier les données · modifier les données |
| Reignat                        | 63297      | CC Billom Communauté | 4,10             | 379 (2022)                        | 92                 | modifier les données · modifier les données |
| Saint-Bonnet-lès-Allier        | 63325      | CC Billom Communauté | 1,51             | 426 (2022)                        | 282                | modifier les données · modifier les données |
| Saint-Dier-d'Auvergne          | 63334      | CC Billom Communauté | 20,15            | 549 (2022)                        | 27                 | modifier les données · modifier les données |
| Saint-Jean-des-Ollières        | 63365      | CC Billom Communauté | 19,56            | 437 (2022)                        | 22                 | modifier les données · modifier les données |
| Saint-Julien-de-Coppel         | 63368      | CC Billom Communauté | 21,54            | 1 294 (2022)                      | 60                 | modifier les données · modifier les données |
| Trézioux                       | 63438      | CC Billom Communauté | 17,44            | 502 (2022)                        | 29                 | modifier les données · modifier les données |
| Vassel                         | 63445      | CC Billom Communauté | 2,95             | 295 (2022)                        | 100                | modifier les données · modifier les données |
| Vertaizon                      | 63453      | CC Billom Communauté | 12,83            | 3 442 (2022)                      | 268                | modifier les données · modifier les données |
| Canton de Billom               | 6305       |                      | 256,51           | 21 504 (2022)                     | 84                 | modifier les données                        |

## Démographie

### Démographie avant 2015
| 1962  | 1968  | 1975  | 1982  | 1990  | 1999  | 2006   | 2011   | 2012   |
| ----- | ----- | ----- | ----- | ----- | ----- | ------ | ------ | ------ |
| 6 678 | 6 916 | 7 149 | 7 791 | 8 394 | 9 136 | 10 113 | 10 710 | 10 958 |

### Démographie depuis 2015
En 2022, le canton comptait 21 504 habitants, en évolution de −4,53 % par rapport à 2016 (Puy-de-Dôme : +2,1 %, France hors Mayotte : +2,11 %).
| 2013   | 2018   | 2022   |
| ------ | ------ | ------ |
| 22 208 | 20 799 | 21 504 |